# Brenton Thwaites
Brenton Thwaites (Cairns, 10 de agosto de 1989) é um ator australiano, mais conhecido por interpretar Dick Grayson na série Titans do Universo DC e Luke Gallagher no Fox8 série de drama adolescente, SLiDE, e Stu Henderson na novela Home and Away. Thwaites estrelou O Doador de Memórias como um dos protagonistas masculinos, Jonas, com Jeff Bridges e Meryl Streep.

## Biografia
Brenton Thwaites nasceu em Cairns, Queensland, em 1989, filho de Peter e Fiona Thwaites. Ele tem uma irmã chamada Stacey. Primo de Taylor Lautner. Brenton teve uma grande ajuda em sua carreira, quando Taylor o indicou para o diretor de Crepúsculo. Ele estreou O Doador de Memórias em 2010. Ele estudou em Cairns Colégio Estadual em Far North, Queensland, tendo realizado seu último ano, em 2006. Ele estudou interpretação na Universidade de Tecnologia de Queensland (QUT) e graduou-se em 2010. Ele em seguida, mudou-se para Sydney para participar da novela Home and Away e para prosseguir a sua carreira de ator.

## Carreira
Antes de se formar pela Universidade de Tecnologia de Queensland, Thwaites fez sua estréia no cinema em Charge Over You, independente filme de 2010. Depois que ele se formou, Thwaites foi para aparecer em um episódio de Sea Patrol.
Em novembro de 2010, Thwaites, junto com Adele Perovic, Ben Schumann, Emily Robins, e Gracie Gilbert, foi escalado para uma nova série de drama adolescente da Fox8 australiana, SLiDE. A serie fala sobre cinco adolescentes fazendo seu caminho para idade adulta. Thwaites fez sua primeira aparição em SLiDE, em agosto de 2011. A série teve uma temporada.
Pouco depois de Thwaites se mudar de Cairns para Sydney, em abril de 2011, lhe foi dado um papel recorrente de cinco meses, como Stu Henderson na 24º temporada de Home and Away. Thwaites fez sua primeira aparição como Stu, um membro dos River Boys, em 23 de agosto de 2011.
Thwaites participou do filme Blue Lagoon: The Awakening, remake do filme de televisão de 1980, A Lagoa Azul como Dean McMullen. As filmagens começaram em fevereiro de 2012, em Porto Rico. Em 2014, Thwaites co-estrelou em Maleficent como príncipe Phillipe, em 2017, Thwaites também fez o papel de Will Turner III, filho de Elizabeth e  Will em Pirates of the Caribbean: Dead Men Tell No Talles (2017). Atualmente, Brenton está na série Titans do Universo DC.

## Filmografia
| Ano       | Título                                    | Papel                              | Nota                                       |  |
| --------- | ----------------------------------------- | ---------------------------------- | ------------------------------------------ |  |
| 2010      | Charge Over You                           | Sam                                |                                            |  |
| 2011      | Headsmen                                  | Max Patterson                      | Curta-metragem                             |  |
| 2011      | Sea Patrol                                | Leigh Scarpia                      | Episodio: " Black Flights "                |  |
| 2011      | Slide                                     | Luke Gallagher                     | Papel regular; todos os 10 episódios       |  |
| 2011-2012 | Home and Away                             | Stu Henderson                      | Papel recorrente; 57 episódios             |  |
| 2012      | Blue Lagoon: The Awakening                | Dean McMullen                      | Cinema e Televisão, remake de A Lagoa Azul |  |
| 2013      | Save Your Legs                            | Mark Cow                           |                                            |  |
| 2014      | Oculus                                    | Tim Russell                        |                                            |  |
| 2014      | The Signal                                | Nick Eastman                       |                                            |  |
| 2014      | Maleficent                                | Príncipe Phillip                   |                                            |  |
| 2014      | O Doador de Memórias                      | Jonas                              | Personagem principal                       |  |
| 2014      | Sangue Jovem                              | JR                                 |                                            |  |
| 2015      | Ride                                      | Angelo                             |                                            |  |
| 2015      | Ruben Guthrie                             | Chet                               |                                            |  |
| 2016      | Deuses do Egito                           | Bek                                |                                            |  |
| 2017      | Piratas do Caribe - A Vingança de Salazar | Henry Turner                       |                                            |  |
| 2018      | Entrevista com Deus                       | Paul                               |                                            |  |
| 2018-2023 | Titans                                    | Dick Grayson / Robin / Asa Noturna | Papel regular; todos os episódios          |  |
| 2020      | Ghosts of War                             | Chris                              | Personagem principal                       |  |